# 鲁文·苏涅
鲁文·何塞·苏涅（西班牙語：Rubén José Suñé，1947年3月7日—2019年6月20日），出生于布宜诺斯艾利斯，阿根廷足球运动员，司职中场，职业生涯曾随博卡青年队夺得8项冠军。他还曾效力于阿根廷国家男子足球队。